# Microplana groga
Microplana groga ist eine Art der Landplanarien in der Unterfamilie Microplaninae.

## Merkmale
Die Rückenfärbung von Microplana groga ist rötlich bis braun mit dunklen Punkten, die sich auf der gesamten Oberfläche verteilen. Das Vorderende ist dunkler gefärbt als der hintere Bereich. Die Kriechsohle ist weiß. Die Art hat zwei Augen am Vorderende.
Die Samenleiter sind im Vergleich zu anderen Arten verbreitert und befinden sich zwischen dem Pharynx und dem Vorderende der Penispapille. Der Penis weist Muskelgewebe auf und befindet sich im männlichen Atrium genitale. Das weibliche Atrium genitale ist kleiner und befindet sich weiter hinten. Die Ovellinkanäle münden rückenseitig.

## Verbreitung
Die Art wurde im Font Groga, einem Park bei Barcelona, entdeckt. Alle bekannten Fundorte waren im Norden Spaniens.

## Etymologie
Das Artepitheton nimmt Bezug auf den ersten Fundort.

## Systematik
Zunächst wurden die gefundenen Exemplare 1998 der Art Microplana terrestris zugeordnet. Spätere molekulargenetische und morphologische Untersuchen zeigten jedoch, dass es sich um eine neue, eigenständige Art handelt.